# Thomas J. D. Fuller
Thomas James Duncan Fuller (* 17. März 1808 in Hardwick,  Caledonia County, Vermont; † 13. Februar 1876 bei Upperville, Virginia) war ein US-amerikanischer Politiker. Zwischen 1849 und 1857 vertrat er den Bundesstaat Maine im US-Repräsentantenhaus.

## Werdegang
Thomas Fuller besuchte die öffentlichen Schulen seiner Heimat. Nach einem anschließenden Jurastudium und seiner Zulassung als Rechtsanwalt begann er in Calais (Maine) in seinem neuen Beruf zu arbeiten. Gleichzeitig begann er als Mitglied der Demokratischen Partei eine politische Laufbahn.
1848 wurde Fuller im sechsten Wahlbezirk von Maine in das US-Repräsentantenhaus in Washington, D.C. gewählt. Dort trat er am 4. März 1849 die Nachfolge von Israel Washburn an. Nach drei Wiederwahlen konnte er bis zum 3. März 1857 vier Legislaturperioden im Kongress absolvieren, die von zunehmenden Spannungen im Vorfeld des Bürgerkrieges überschattet waren. Von 1853 bis 1855 war Thomas Fuller Vorsitzender des Handelsausschusses.
Im Jahr 1856 verzichtete Fuller auf eine weitere Kandidatur. Nach seinem Ausscheiden aus dem US-Repräsentantenhaus wurde er von Präsident James Buchanan zum zweiten Revisor im Finanzministerium ernannt. Dieses Amt bekleidete er zwischen 1857 und 1861. In den folgenden Jahren bis zu seinem Tod arbeitete Fuller als Rechtsanwalt. Dabei verhandelte er unter anderem Fälle vor dem Obersten Bundesgericht in Washington. Thomas Fuller starb am 13. Februar 1876 während eines Besuches bei seinem Sohn in Virginia. Er wurde in Washington beigesetzt.